# Étrigée
Étrigée est une ancienne commune du pays de Passais, initialement située en Mayenne, et supprimée en 1832. 
Elle se trouve partagée et rattachée à Sept-Forges et Saint-Denis-de-Villenette. L'ensemble du territoire de cette ancienne commune est située dans le département de l'Orne depuis la modification de la limite entre les départements de l'Orne et de la Mayenne. 

## Géographie
L'ancien petit bourg est aujourd'hui un lieu-dit de la commune de Sept-Forges.

## Démographie
| 1793 | 1800 | 1806 | 1821 | 1831 | 1832             |
| ---- | ---- | ---- | ---- | ---- | ---------------- |
| 159  | 208  | 181  | 185  | 174  | scission/ fusion |